# Iryna Vereshchuk
Iryna Adrijivna Vereshchuk (ukrainsk: Ірина Андріївна Верещук), født 30. november 1979 i Rava-Ruska i Lviv-regionen, er en ukrainsk aktivist, jurist og politiker.
Vereshchuk studerede fra 1997 til 2002 ved et militærakademi hvor militært lederskab og taktik var en del af uddannelsen. Ved Lvivs universitet studerede hun jura og hun arbejdede i en periode som advokat i Rava-Ruska.
I oktober 2010 blev hun i Rava-Ruska Ukraines yngste kvindelige borgmester.
Ved parlamentsvalget 2019 kandiderede Vereshchuk for partiet Folkets Tjenere. Siden den 4. november 2021 er hun stedfortrædende ministerpræsident og minister for genintegrering af de besatte områder.
Ligesom præsident Volodymyr Zelenskyj står den stedfortrædende-regeringschef under Ruslands invasion af Ukraine 2022 hver dag i militærtøj foran kameraerne og giver interviews om den aktuelle situation. Hun gælder som et forbillede for de ukrainske kvinder, der kæmper i krig.